# Personalità abbandonica
Il termine personalità abbandonica indica in psicologia un soggetto affetto da nevrosi di abbandono. Il soggetto abbandonico si sente sempre solo e non riesce a superare il trauma dell'abbandono che rivive in ogni rapporto anche quando quest'ultimo non esiste. 
Ciò è dovuto principalmente al rapporto con la madre o il padre, che fin dalla tenera età ha abbandonato il soggetto o ha prodotto un abbandono verbale (es: "vorrei che non fossi nato", "non vorrei dovermi occupare di te" etc.). La persona sviluppa una bassa autostima che la fa sentire inadeguata fino ad arrivare a sentirsi indegni di vivere e di essere amati: questa sensazione di non essere amati si protrae nella vita adulta e può portare problemi nella vita affettiva della persona in quanto continuerà a sentirsi indegna di amore, tenderà a vedere abbandono in ogni atto che ricorda l'abbandono primario non credendo a chi dichiara di provare affetto per l'adulto che fu il bambino abbandonato.